# ماغنوليا بيكتشرز
ماغنوليا بيكتشرز (بالإنجليزية: Magnolia Pictures)‏ هي شركة إنتاج وتوزيع أفلام أمريكية، وهي شركة تابعة لمارك كوبان وتود واغنر.

## التاريخ
تأسست الشركة في عام 2001 من قبل بيل بانوسكي وايمون بولز، وهي متخصصة في الأفلام الأجنبية والمستقلة على حدٍ سواء. تقوم الشركة بتوزيع بعض أفلامها، خاصة الأجنبية، تحت ذراع ماغنت ريليسنج. في أبريل 2011، عرض كوبان ماغنوليا للبيع، لكنه ذكر أنه لن يبيع الشركة ما لم يكن العرض "مقنعًا للغاية".